# Duberria shirana
Duberria shirana ist eine Schlangenart aus der Gattung Duberria innerhalb der Familie Pseudoxyrhophiidae. Im englischen Sprachraum wird sie als Shire Slug Eater („Shire-Schneckenfresser“) bezeichnet.

## Merkmale
Der Erstbeschreibung zufolge hat die Art folgende Merkmale:
Die Gesamtlänge beträgt 310 mm und die Schwanzlänge 47 mm. Die Körperfarbe ist dorsal olivbraun mit einer dünnen, gestrichelten schwarzen Linie entlang der Wirbelsäule. Die Seiten sind schwarz mit weißlichen Punkten. Die Ventralseite ist olivgrau und an den Seiten mit schwarzen Punkten gesprenkelt. Die Beschuppung weist 15 Reihen auf, 142 Ventralia (Bauchschuppen), 33 Subcaudalia, 6 Supralabialia (Oberlippenschilde), 1 Prä- und 1 Postoculare. Ein Loreale fehlt. Der Rostralschild ist breiter als lang und von oben sichtbar. Der Analschild ist ungeteilt.

## Lebensweise
Die Art versteckt sich oft unter Grasbüscheln. Die Schlangen der Gattung haben sich bei ihrer Nahrung auf Schnecken spezialisiert. Andere ausschließlich schneckenfressende Schlangengattungen sind Micropisthodon aus der gleichen Familie sowie Pareas aus der Familie Pareidae und Dipsas aus der Familie Dipsadinae.

## Verbreitungsgebiet
Das Verbreitungsgebiet erstreckt sich über den Süden Tansanias sowie Teile von Sambia, Mosambik, Malawi, Burundi und der Demokratischen Republik Kongo.
Aufgrund einer nicht ausreichenden Datenlage zur Verbreitung der Art liegt noch keine Gefährdungseinstufung der Weltnaturschutzunion (IUCN) vor (data deficient). Es sind keine Populationen in Schutzgebieten bekannt.

## Systematik
Duberria shirana ist eine Art aus der Gattung Duberria. Sie wurde 1894 von dem britisch-belgischen Zoologen George Boulenger als Homalosoma shiranum wissenschaftlich erstbeschrieben. Sie wurde zeitweise als Unterart von Duberria lutrix angesehen. Das Artepitheton shirana leitet sich von dem Typenfundort im Shire-Hochland in Malawi ab.